# Dispositivo a blocchi
Un dispositivo a blocchi (da in lingua inglese block device, in italiano anche file di dispositivo o device file), nei sistemi operativi Unix e Unix-like, è un tipo speciale di file che rappresenta una periferica (ad esempio /dev/sda) o un dispositivo virtuale su cui è possibile effettuare operazioni di input/output per blocchi di byte di dimensione predeterminata (tipicamente dispositivi di memoria di massa come i dischi rigidi).

## Descrizione
Il device driver è un modulo, un driver, che fa da interfaccia tra il kernel e la periferica fisica.
I dispositivi a blocchi sono caratterizzati da due numeri, detti major number e minor number, che li identificano internamente al kernel, e che sono specifici per la particolare implementazione.
Per esempio, in un sistema basato sul kernel Linux, il dispositivo a blocchi /dev/sda, che rappresenta un disco rigido, ha il major number corrispondente a 8 ed il minor number a 0.
I dispositivi a blocchi, pur potendo esistere in qualsiasi punto del file system, sono tipicamente raccolti all'interno della directory /dev; essi presentano nomi e comportamenti che sono specifici per la particolare implementazione.
Per ragioni di sicurezza (dato che provvedono accesso diretto all'hardware, o ad esempio ai dati di un file system senza la mediazione dei permessi per i file in esso contenuti) essi possono essere creati solo dal superuser (root) tramite l'apposito comando mknod, ed è opportuno che non siano accessibili ad utenti ordinari.